# Bastien Dechepy
Bastien Dechepy (23 novembre 1985) è un arbitro di calcio francese.

## Carriera
Nato nel novembre del 1985, inizia ad appassionarsi al calcio sin da giovane e all’età di 16 anni, spinto dal padre, inizia ad appassionarsi al ruolo di arbitro.
Il 5 marzo 2011 riceve la sua prima designazione, arbitrando il match di Championnat National tra Strasburgo e Gueugnon.
Nella stagione 2014-2015 inizia a ricevere sempre più designazioni, arbitrando 18 match in stagione.
Il 27 luglio 2018 debutta in Ligue 2 nella gara tra Grenoble e Sochaux; mentre nel 2020 debutta in Ligue 1.
Nel giugno 2023 è stato nominato presidente del Syndicat des arbitres su football d'élite.